# Ponta do Mel
A vegetação e o solo de Ponta do Mel são típicos do Semiárido nordestino (interior), apesar de estar no litoral. Ao fundo, o oceano Atlântico.

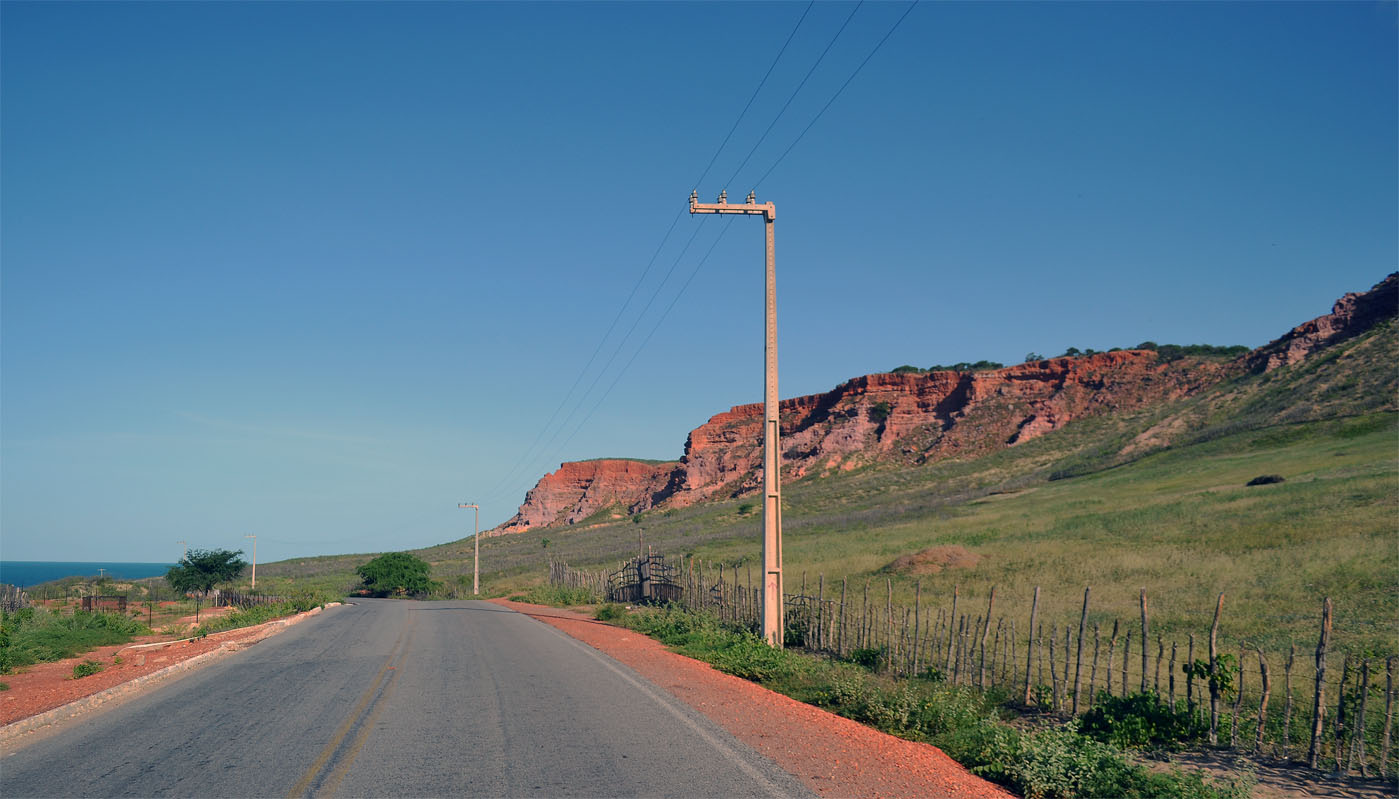
Estrada de acesso ao vilarejo.

Ponta do Mel é um vilarejo e uma praia localizado no município brasileiro de Areia Branca no estado do Rio Grande do Norte. É o único lugar do sertão em que este encontra-se com o mar.

## Galeria

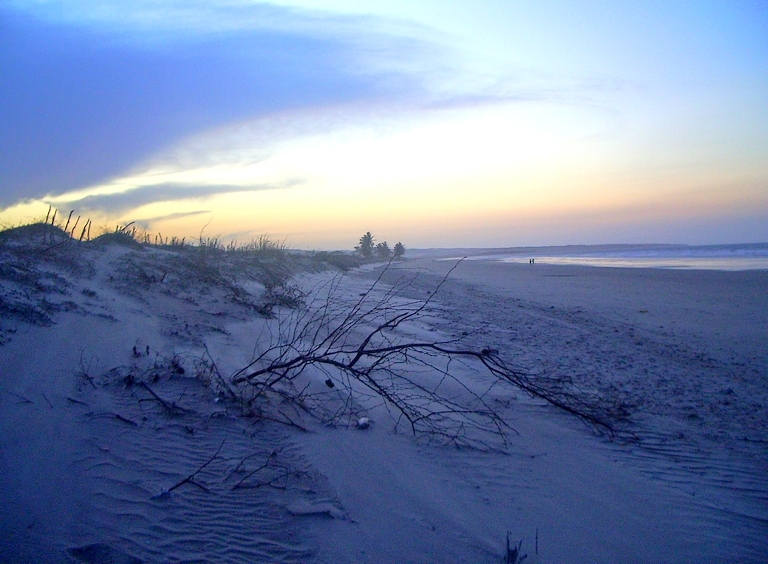
Fim de tarde em Ponta Do Mel.

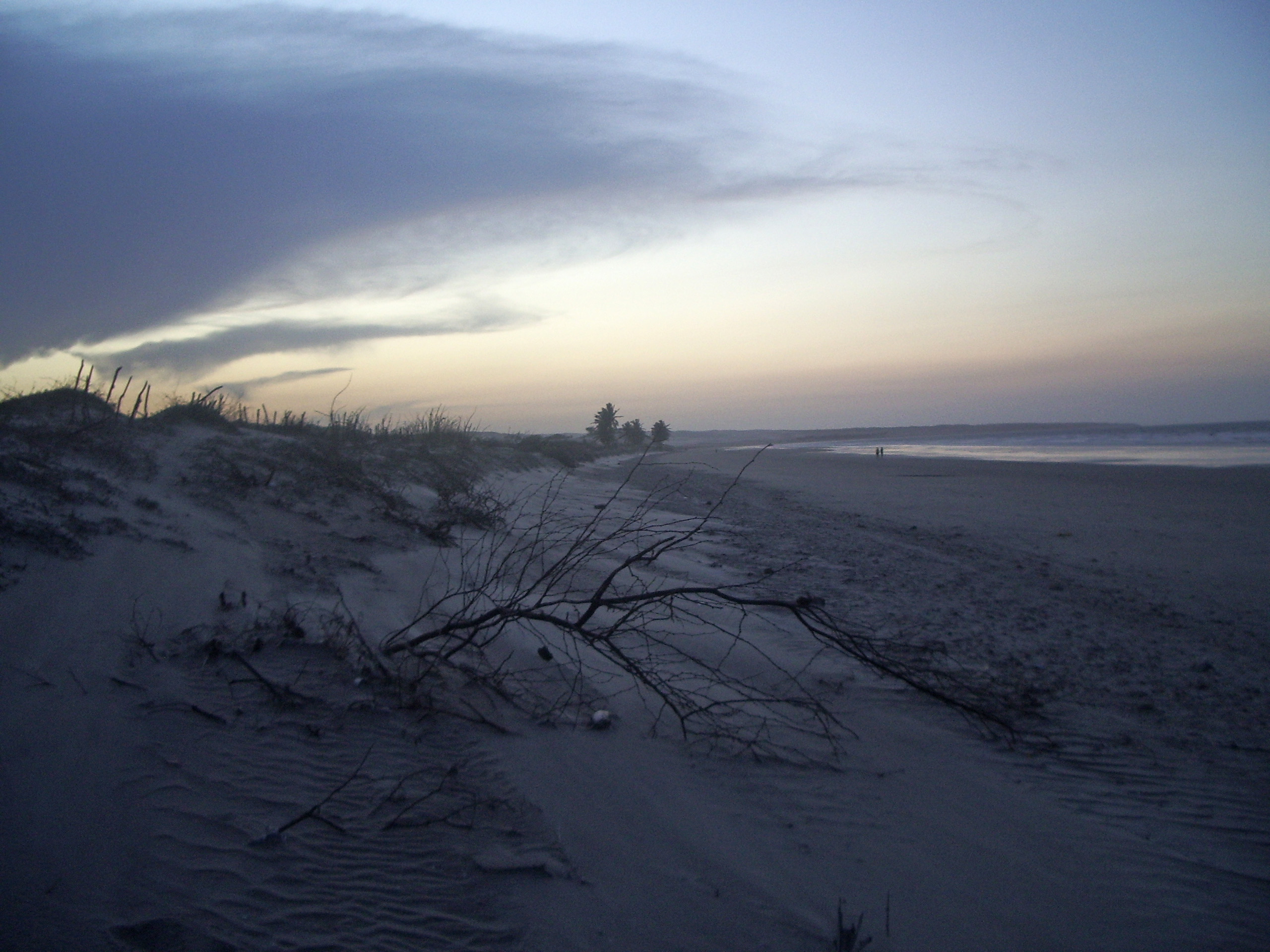
Praia de Ponta do Mel
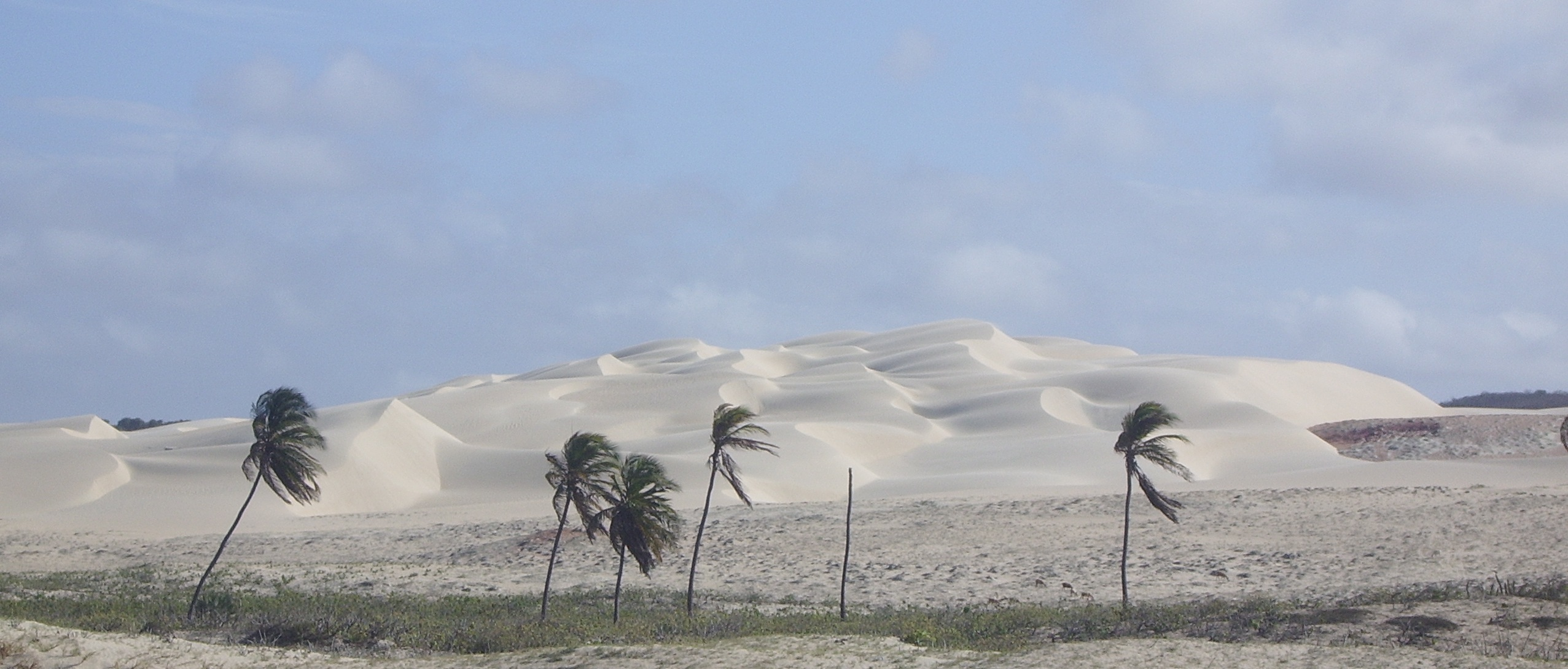
Dunas
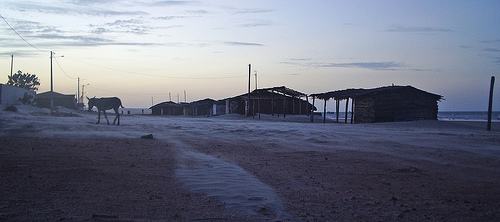
Vilarejo de Ponta do Mel